# Теодор из Тарса
Теодор (602 – 19. септембар 690), познат као Теодор из Тарса, али и Теодор Кентерберијски, био је осми кентерберијски архиепископ (надбискуп), познат по својим реформама цркве у Енглеској и по оснивању школе у Кентерберију.
Теодоров живот се може поделити на период пре његовог доласка у Британију и период његовог понтификата који је провео као кентерберијски надбискуп. О периоду који је провео у Британији сведоче Црквена историја енглеског народа (лат. Historia ecclesiastica gentis anglorum) Пречасног Бида и Житије Св. Вилфрида (лат. Vita Sancti Wilfrithi) Стефана из Рипона. Међутим, Макл Лапиџ и Бернард Бишхоф су недавно реконструисали ранији период Теодоровог живота захваљујући проучавању текстова који су настали у Кентерберијској школи.

## Живот пре одласка у Енглеску
Теодор је био грчког (византијског) порекла и рођен је у Тарсу у малоазијској области Киликији која је у црквеном погледу била подређена Цариградској патријаршији .
У време његовог детињства Византија је водила тешке ратове против Сасанидске Персије. Персијанци су 613-614. заузели Антиохију у Сирији, Дамаск и Јерусалим. Када је Теодор био дечак од једанаест или дванаест година Тарс су освојили Персијанци. Постоје доказиј да је Теодор био упознат са персијском културом.
Највероватније је да се школовао у Антиохији где је деловала чувена егзергетска школа којој се Теодор приклонио Теодор је познавао и сиријску културу, језик и књижевност тако да се сматра да је можда путовао у Едесу у Месопотамији.
Иако су Византинци могли да живе под персијском влашћу, Теодор је напустио Тарс најкасније 637. када су његово родно место запосели муслимански Арапи. Ако није напустио Тарс и раније, Теодор је 637. имао тридесет и пет година. Пошто је отишао на византијску територију Теодор се посветио студијама у Цариграду, где је проучавао астрономију, рачунање, астрологију, медицину, римско право, грчку реторику и филозофију.
Нешто пре седме деценије 7. века Теодор је отпутовао на запад, у Рим, где је живео у заједници источних монаха, вероватно у манастиру посвећеном Св. Анастасију. У то време, своје познавање грчке интелектуалне баштине, обогатио је упознавањем латинске књижевности, духовне и световне. Синод у Витбију (664) потврдио је одлуку англосаксонске цркве да следи Рим. У време када је Теодор имао шездесет и шест година 667. кентерберијска архиепископска столица је била упражњена. Вигхард, који је био изабран за надбискупа, изненада је умро. Папа Виталијан је Вигхарда упутио краљу Кента Егберту и краљу Нортамбрије Освију. Како је Вигхард преминуо, Хадријан из Кентерберија, касније опат манастира Св. Августина, препоручио је Теодора за новог архиепископа. Теодор је био рукоположен за кентерберијског надбискупа (архиепископа) у Риму 26. марта 668. године. Затим је у Хадријановом друштву послат у Енглеску где је стигао 27. маја 669. године.

## Кентерберијски надбискуп
Теодор је извршио смотру цркве у Енглеској, посветио је нове епископе (бискупе) за дијецезе којима су архипастири годинама недостајали, а затим је сазвао синод у Хертфорду. Циљеви скупа били су да се усклади начин рачунања датума Ускрса, учврсти ауторитет епископа, правила везана за лутајуће монахе, редовно сазивање синода, забрани живот у конкубинату и сл. Теодор је такође предложио да се пространа дијецеза Нортамбрија подели на мање епископије. Овај предлог изазвао је сукоб са епископом Јорка Вилфридом кога је управо Теодор поставио на то место. Теодор је збацио и протерао Вилфрида 678. године и затим извео планирану поделу дијецезе. Међутим, сукоб је окончан тек 686-687. године.
Убрзо је Елфвин, краљ Деире и брат Егфрита Нортамбријског, убијен у бици са владарем Мерсије (679). Теодор је интервенисао како би спречио распламсавање рата. Нортамбрија и Мерсија су склопиле мир, а краљ Мерсије Етелред морао је да плати крвнину (weregild) као одштету за убиство Елфвина.

## Кентерберијска школа
Теодор и Хадријан су у Кентерберију основали школу, у којој су држана предавања и на грчком и на латинском, што је довело до златног доба англосаксонске учености.
Привукли су бројне ученике, у чије умове су усипали воде свеобухватног знања дан за даном. Осим што си их подучавали Светом Писму, упућивали су их и у поезију, астрономију, рачунање датума Ускрса... Била су то најсретнија времена откако су се Енглези населили у Британији.
Теодор је такође подучавао црквену музику и увео је различите текстове, знања о источним свецима и сасвим је могуће да је на Западу увео и Литанију Свим светима, важну литургијску новину. Понешто од Теодорових тумачења сачувано је у библијским коментарима које су записали и прикупили његови ученици у Кентерберијској школи. Неизмерно је значајан текст познат под именом Laterculus Malalianus који је недавно приписан Теодору. Годинама занемарен, текст је поново откривен у последњој деценији 20. века. Показало се да садржи бројне занимљиве детаље који одражавају Теодорова искуства образовања и подвизавања на Средоземљу. Одломци из учења Теодора и Хадријана сачувани су и у Лајденском глосару.
Ученици из Кентерберија били су именовани за опате бенедиктинских манастира по јужној Енглеској чиме је ширено Теодорово учење.
Теодор је учествовао и у раду других синода. У Хатфилду је у септембру 680. потврђена правоверност цркве у Енглеској по питању монотелитизма. Синод у Твифолду код Алнвика у Нотамбрији је одржан око 684. године. Није извесно да ли се са сигурношћу Теодоровом руководству може приписати један покајни требник.
Теодор из Тарса преминуо је 690. године у својој осамдесет и осмој години пошто је дужност архиепископа обављао двадесет и две године. Сахрањен је кентерберијској цркви посвећеној Светом Петру.

## Култ
Теодор се као светац поштује 19. септембра у Римокатоличкој цркви, Англиканској цркви, Епископалној цркви (САД) и у православним црквама. У Кентерберију се такође обележава и 26. март, дан када је рукоположен за архиепископа.